# Djungelboken (film, 2016)
Djungelboken (originaltitel: The Jungle Book) är en amerikansk äventyrs- och fantasyfilm i regi av Jon Favreau, med manus av Justin Marks, och producerad av Walt Disney Pictures. Det är en nyinspelning gjord i CGI av den animerade filmen Djungelboken från 1967.
På Oscarsgalan 2017 vann filmen för bästa specialeffekter.

## Handling
Mowgli, människovalpen, hittas som litet barn av den svarta pantern Bagheera och uppfostras av en vargfamilj ledd av Akela djupt inne i den indiska djungeln. Men ungefär tio år senare hotas Mowglis liv av den bengaliska tigern Shere Khan som hatar alla människor. För att skydda både Mowgli och vargarna tvingas Mowgli lämna vargarna och med Bagheera som eskort bege sig till människobyn. På vägen träffar Mowgli läppbjörnen Baloo som lär honom att ta dagen som den kommer. Men Mowgli möter även ett par nya fiender: Kaa, den lika charmiga som farliga enorma pytonormshonan, och kung Louie, gigantopithecusen som vill att Mowgli ska lära honom hemligheten om den röda blomman känd som eld. 

## Rollista
- Neel Sethi – Mowgli
- Bill Murray – Baloo (röst)
- Ben Kingsley – Bagheera (röst)
- Idris Elba – Shere Khan (röst)
- Lupita Nyong'o – Raksha (röst)
- Scarlett Johansson – Kaa (röst)
- Giancarlo Esposito – Akela (röst)
- Christopher Walken – King Louie (röst)
- Brighton Rose – Grey Brother (röst)
- Ritesh Rajan – Mowglis far
- Garry Shandling – Ikki (röst)
- Jon Favreau – Pygmy Hog (röst)
- Sam Raimi – Giant Squirrel (röst)
- Russell Peters – Rocky the Rhino (röst)
- Madeleine Favreau – Raquel the Rhino (röst)

## Om filmen
Filmens protagonister spelas av Neel Sethi som Mowgli med röst från Bill Murray, Ben Kingsley, Idris Elba, Lupita Nyong'o, Scarlett Johansson, Giancarlo Esposito och Christopher Walken. 
Filmen släpptes i Disney Digital 3D, RealD 3D och IMAX 3D den 15 april 2016 i USA.